# NGC 52
NGC 52 je spirální galaxie vzdálená od nás zhruba 248 milionů světelných let v souhvězdí Pegase.